# Rocking the Cradle: Egypt 1978
Rocking the Cradle: Egypt 1978 je koncertní album skupiny Grateful Dead, složené z dvou CD a jednoho DVD. Album bylo nahráno ve dnech 15. a 16. září 1978 v Káhiře v Egyptě. Album vyšlo v září 2008 u příležitosti třicátého výročí koncertů.

## Seznam skladeb
| Disk 1 (CD) | Disk 1 (CD)          | Disk 1 (CD)          | Disk 1 (CD) |
| Pořadí      | Název                | Autor                | Délka       |
| ----------- | -------------------- | -------------------- | ----------- |
| 1.          | Jack Straw           | Hunter, Weir         | 6:44        |
| 2.          | Row Jimmy            | Hunter, Garcia       | 11:46       |
| 3.          | New Minglewood Blues | Lewis                | 6:26        |
| 4.          | Candyman             | Hunter, Garcia       | 7:29        |
| 5.          | Looks Like Rain      | Barlow, Weir         | 8:52        |
| 6.          | Stagger Lee          | Hunter, Garcia       | 7:30        |
| 7.          | I Need a Miracle     | Barlow, Weir         | 5:45        |
| 8.          | It's All Over Now    | B. Womack, S. Womack | 7:40        |
| 9.          | Deal                 | Hunter, Garcia       | 7:04        |

| Disk 2 (CD) | Disk 2 (CD)          | Disk 2 (CD)                     | Disk 2 (CD) |
| Pořadí      | Název                | Autor                           | Délka       |
| ----------- | -------------------- | ------------------------------- | ----------- |
| 1.          | Ollin Arageed        | El Din                          | 6:56        |
| 2.          | Fire on the Mountain | Hunter, Hart                    | 14:06       |
| 3.          | Iko Iko              | Crawford                        | 7:03        |
| 4.          | Shakedown Street     | Hunter, Garcia                  | 15:31       |
| 5.          | Drums                | Hart, Kreutzmann                | 3:31        |
| 6.          | Space                | Garcia, K. Godchaux, Lesh, Weir | 2:26        |
| 7.          | Truckin'             | Hunter, Garcia, Lesh, Weir      | 10:14       |
| 8.          | Stella Blue          | Hunter, Garcia                  | 8:19        |
| 9.          | Around and Around    | Berry                           | 8:21        |

| Disk 3 (DVD) | Disk 3 (DVD)         | Disk 3 (DVD)               | Disk 3 (DVD) |
| Pořadí       | Název                | Autor                      | Délka        |
| ------------ | -------------------- | -------------------------- | ------------ |
| 1.           | Bertha               | Hunter, Garcia             | 5:30         |
| 2.           | Good Lovin'          | Resnick, Clark             | 7:52         |
| 3.           | Row Jimmy            | Hunter, Garcia             | 11:20        |
| 4.           | New Minglewood Blues | Lewis                      | 6:07         |
| 5.           | Candyman             | Hunter, Garcia             | 7:08         |
| 6.           | Looks Like Rain      | Barlow, Weir               | 8:33         |
| 7.           | Deal                 | Hunter, Garcia             | 6:52         |
| 8.           | Ollin Arageed        | El Din                     | 7:49         |
| 9.           | Fire on the Mountain | Hunter, Hart               | 9:12         |
| 10.          | Iko Iko              | Crawford                   | 6:04         |
| 11.          | I Need a Miracle     | Barlow, Weir               | 5:54         |
| 12.          | It's All Over Now    | B. Womack, S. Womack       | 3:30         |
| 13.          | Truckin'             | Hunter, Garcia, Lesh, Weir | 9:23         |

| Bonusový disk | Bonusový disk                        | Bonusový disk  | Bonusový disk |
| Pořadí        | Název                                | Autor          | Délka         |
| ------------- | ------------------------------------ | -------------- | ------------- |
| 1.            | Bertha                               | Hunter, Garcia | 7:03          |
| 2.            | Good Lovin'                          | Resnick, Clark | 7:55          |
| 3.            | El Paso                              | Robbins        | 4:58          |
| 4.            | Ramble on Rose                       | Hunter, Garcia | 7:51          |
| 5.            | Estimated Prophet                    | Barlow, Weir   | 12:00         |
| 6.            | Eyes of the World                    | Hunter, Garcia | 13:26         |
| 7.            | Lady With a Fan“ / „Terrapin Station | Hunter, Garcia | 11:35         |
| 8.            | Sugar Magnolia“ / „Sunshine Daydream | Hunter, Weir   | 10:42         |

## Sestava

### Grateful Dead
- Jerry Garcia – sólová kytara, zpěv
- Bob Weir – rytmická kytara, zpěv
- Phil Lesh – basová kytara
- Donna Jean Godchaux – zpěv
- Keith Godchaux – klávesy
- Mickey Hart - bicí
- Bill Kreutzmann – bicí

### Hosté
- Hamza El Din - zpěv, úd, perkuse
- The Nubian Youth Choir - zpěv, perkuse